# Magsaysay (Ocidental Mindoro)
Magsaysay é um município de  terceira classe de renda municipal (d) na província Ocidental Mindoro, nas Filipinas. De acordo com o censo de 1 de maio  de  2020 possui uma população de 39 767 pessoas e 9 140 domicílios.